# 勒貝爾M1886步槍

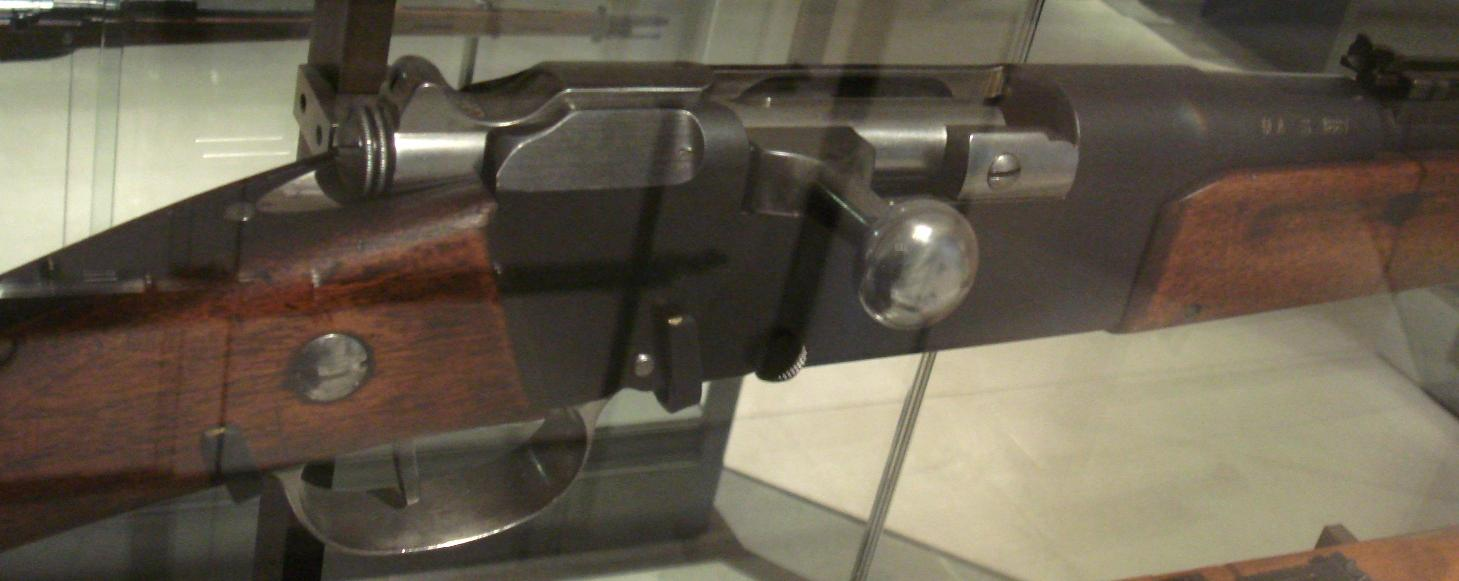
勒貝爾步槍的槍機

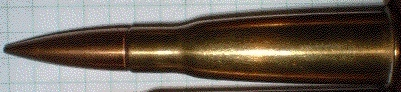
勒貝爾步槍所使用的8×50毫米口徑子彈

勒貝爾M1886步槍（法語：Fusil Lebel Modèle 1886）或勒貝爾步槍（法語：Fusil Lebel）是法國於1886年推出的栓動式步槍，由尼古拉斯·勒貝爾上校所帶領的開發團隊研製。該槍運用了由保羅·維埃那開發的B火藥，亦是史上第一種無煙火藥槍械。勒貝爾步槍的出現意味著那些使用黑火藥的槍械已過時，各國亦開始改為專注於研製和採購發射無煙火藥子彈的槍械。其中以德國相繼開發出更加實用的1888年委員會步槍和Gew 98步槍作為回應。

## 設計特點和發展
勒貝爾步槍的根源最早可追溯到法國海軍於1878年採用的Mle 1878步槍、後來的Mle 1884步槍和Mle 1885步槍。設計團隊首先運用了當時最先進，比黑火藥威力高三倍的“B火藥”，並把上述型號採用的11毫米口徑縮小至8毫米，衍生出8×50毫米全全屬披甲無煙火藥步槍藥筒，Mle 1886步槍因而誕生。它最初採用圓頭彈，1898年開始改用黃銅製成的尖頭彈，勒貝爾步槍也因此成為世界上最早發射尖頭彈的槍械。勒貝爾步槍的供彈結構衍生自Mle 1884格拉—克羅巴查克步槍，兩者均採用阿爾弗雷德·馮·克羅巴查克設計的內置管狀彈倉供彈，其位於護木最前端下方。彈倉內一共可裝填8發子彈，而在托彈板上和膛室內可各自多裝填1發子彈。然而由於這種彈倉並不適合裝填尖頭子彈（若以前後排列的方式裝填尖頭彈藥筒的話，會有可能因後方藥筒的彈頭不慎撞擊前方藥筒的底火，而導致走火甚至膛炸）後期的栓式步槍大多改用固定盒狀彈倉供彈。為了配合管狀彈倉的設計，該槍也採用了獨特的槍機系統，其槍栓前方有兩個反方向的鎖耳，該設計是受瑞士維塔利步槍所啟發。該槍在機匣右邊設有彈倉阻隔器，啟用後可阻止用戶從彈倉內供彈，以實現單發裝填。而為了防止引發走火的危險，該槍發射的8×50毫米勒貝爾尖頭彈藥筒在彈殼的底部均刻有圓型凹槽，以便在裝填於管狀彈倉時對應後方藥筒的彈頭，彈殼的底部還附有凸出來的底蓋，這些設計可減低彈頭誤撞擊底火的機會。勒貝爾步槍一般有效射程為400—800米左右，其表尺式瞄具可從400—2,400米之間進行調較。為有效承受無煙火藥的壓力，該槍的機匣設計得特别厚實，木製的護木和槍托亦非一體化的部件。除此之外，勒貝爾步槍還可配備一種長針型的重劍式刺刀以應付白刃戰。
勒貝爾步槍主要由位於沙泰勒羅、聖埃蒂安和蒂勒的國營兵工廠所生產。直至1920年停產前，該步槍一共被這些工廠生產約3,450,000枝。
勒貝爾步槍在一戰中普遍被士兵認為是堅固耐用和可靠性高的武器，但其設計也並不是完全没有缺點，其中最明顯的是其過時的管狀彈倉設計，儘管載彈量較高，其費時又費力的裝填方式令其完全落後於後來出現的盒狀彈倉式步槍，這些武器多以漏夾或彈夾條供彈，僅需數秒和一次性就能夠裝滿彈藥，相反管狀彈倉式步槍卻需用戶把子彈逐一裝填。另外管狀彈倉的設計也大大地影響射擊時的重心（彈倉內子彈越來越少自然會降低重量）。

## 服役記錄
在1887年，該槍被法國軍隊列裝為制式步槍，並參與了多次對外戰爭，當中更包括第一次世界大戰及第二次世界大戰。
在一戰期間，法軍曾打算以Mle 1917半自動步槍大量取代勒貝爾步槍和貝蒂埃步槍。然而，士兵們卻普遍認為此槍過於笨重和太長，因此並不容易在戰壕內操作和保養。基於這些問題，法軍一直都未能找到合適的替代品以取代這兩種步槍。而在1936年推出的MAS-36步槍亦因生產進度太慢並不能滿足軍隊，所以直至法國被納粹德國佔領之前，勒貝爾步槍和貝蒂埃步槍仍舊為法軍的主力步槍。當中有少量的勒貝爾步槍更被納粹德國繳獲使用，並以Gewehr 301 (f)的名義在軍隊和人民衝鋒隊中服役。
在二戰過後的一些衝突中仍能找到勒貝爾步槍的身影。例如在法越戰爭和越戰時由越南的準軍事組織和民兵所使用，在阿爾及利亞戰爭也由阿爾及利亞叛軍所使用。

## 後續發展
勒貝爾步槍推出後被證明在性能上完勝德國當時使用，仍然發射黑火藥步槍子彈的毛瑟1871/84型步槍，法軍亦於1889年完成重整軍備的過程，把舊式步槍都換裝為勒貝爾步槍。眼見當前形勢對己不利，德國當局立即展開研發新型步槍的工作，亦是俾斯麥不敢茫然在冬季向法國開戰的其中一個理由。
1888年，德國陸軍的步槍委員會開發出1888年委員會步槍並開始列裝德軍。該槍為一種採用旋轉後拉式槍機和盒狀彈倉設計的步槍，發射7.92×57毫米毛瑟步槍彈，它是最早面世的無緣式無煙火藥藥筒。10年後，德國人又再研發出更實用的毛瑟1898型步槍。同時，各國軍隊也開始換裝各種發射無煙火藥子彈的新型步槍，當中有英國的李-恩菲爾德步槍、挪威的卡拉格—約根森步槍、奥匈帝國的曼利夏1895型步槍、俄羅斯帝國的莫辛-納甘步槍和義大利的卡爾卡諾步槍等。這令勒貝爾步槍顯得格外過時。
1907年，法國研製出貝蒂埃步槍以裝備殖民地軍隊。兩年後，法國人有感自己的步槍比德國人落後，為了挽回優勢，他們決定為全軍裝備一種半自動步槍，於是穆尼耶步槍就此誕生，這種步槍發射7×49毫米無緣式藥筒，於1912年獲採用，並原定於1913年投產。然而由於擔心在短期內會跟德國爆發戰爭，生產被暫停了。後來在一戰中法軍選擇結構較簡單，且口徑為8×50毫米的M1917RSC半自動步槍。M1917 RSC於1918年被大量生產以裝備精銳部隊，但被士兵批評為太長和過於笨重，難以在戰壕內操作和保養。
由於一戰過後法國武器開發進度緩慢，勒貝爾步槍和貝蒂埃步槍一直在法軍中服役至1940年法國被納粹德國佔領。

## 衍生型
- Mle 1886：早期型，1886年開始裝備法軍。由於大部份舊槍均已升級為M93的標準，目前已幾乎絕迹。
- Mle 1886 M93：1893年推出的改進型，官方名稱為“Fusil Mle 1886 M (modifié) 93”。其最有用的改裝是一個經改良過的槍栓頭，能有效在發射後將彈殼內釋放的熾熱氣體在傳到射手臉部之前分散開；其他改進之處還包括擊針和槍栓拉柄的形狀（修訂於1887年版本），而通條則一直維持不變。後照準器的固定方式亦有顯著改進。
- Mle 1886 M93 M27：1927年推出的實驗性改良型，口徑改為7.5×58毫米和7.5×54毫米。供彈具也改為當時流行的5發毛瑟式盒狀彈倉，故可使用彈夾條供彈。由於改變口徑，其槍管、後照準器和槍栓都經過重新設計。該武器有兩個版本，分别為23寸槍管的短步槍型和19寸槍管的卡賓槍型。
- Mle 1886 M93 R35：短管卡賓槍型，大約有50,000枝於1935年在蒂勒兵工廠組裝。除了全新生產的短槍管和彈倉以外其所有部件均來自原本的勒貝爾步槍。由於管狀彈倉也大幅縮短的原故，其載彈量減少至3發。

## 使用國
勒貝爾步槍曾被以下多個國家所採用：
- 阿尔及利亚
- 比利时
- 中華民國
  - 滇军
- 捷克斯洛伐克
- 埃塞俄比亚帝国
- 法蘭西第三共和國
- 自由法國
- 維希法國
- 德意志國
  - 人民衝鋒隊
- 希臘
- 漢志
- 意大利
- 黎巴嫩
- 摩納哥
  - 王太子卡賓槍騎兵連（英语：Compagnie des Carabiniers du Prince）[3]
- 波蘭第二共和國
- 大清
- 俄罗斯
- 苏俄
  - 工農紅軍：繼承自前沙俄政權。
- 罗马尼亚王国
- 塞尔维亚王国
- 苏联
  - 工農紅軍：繼承自前沙俄及蘇俄政權，德蘇戰爭期間有限地使用。
- 西班牙共和國
- 瑞士
- 美国
  - 美國遠征軍：一戰期間使用。

## 登場作品

### 電影
- 1999年—《神鬼傳奇》：在電影開頭被主角歐康納、其轄下的法國外籍軍團以及與其交戰的圖阿雷格騎兵使用

### 電子遊戲
- 2015年—《凡爾登（英语：Verdun (video game)）》
- 2017年—《戰地風雲1》：為資料片《誓死堅守》新增武器。可由偵察兵職階所使用，並作定制改裝。
- 2021年—《應徵入伍》：付費武器。

### 動畫
- 2017年—《幼女戰記》：由法蘭索瓦共和國軍所使用。
- 2017年—《末日時在做什麼？有沒有空？可以來拯救嗎？》：由護翼軍所使用。

## 備註
1. ↑  Youtube； First Modern Military Rifle: The Modele 1886 Lebel ,觀看槍機構造及裝填子彈流程